# Revenge (griechische Band)
Revenge (Rache) ist eine griechische Black-Metal-Band.

## Geschichte
Gegründet wurde die Band 1999 von Manos und Jim zu Schulzeiten, die sich aufgrund dieser Verpflichtungen aber erst ab 2004 ernsthaft engagierten. Zwei Jahre später stieß mit Hlias ein Gitarrist dazu und die ersten Aufnahmen, darunter der Song Nail Them All, wurden aufgenommen und als Demo veröffentlicht. 
Anfang 2007 stieg mit Aggelos ein zweiter Gitarrist ein und die Band nahm die EP Nail Them All auf, die quasi als erstes offizielles Lebenszeichen über das deutsche Label Anger of Metal Records veröffentlicht wurde. Nachdem im September des gleichen Jahres Jim aus persönlichen Gründen ausstieg, wurde er durch  Vaggelis (Embrace of Thorns, Necrovorous, Dead Congrecation) ersetzt. Im Jahr 2008 wurden die Arbeiten am Debütalbum From Hell abgeschlossen, das später im Jahr über das russische Label Thrash Massacre Records und das mexikanische Label Iron, Blood & Death Corporation veröffentlicht wurde. 2009 folgten eine Split-Veröffentlichung mit Witchtrap, die über das griechische Label Alucard Records veröffentlicht wurde, und der Ausstieg von Vaggelis, der von seinem Vorgänger Jim ersetzt wurde, und Aggelos. 
In der ursprünglichen Besetzung wurde dann das zweite Studioalbum Massacre in Heaven (Evil Rising Records) aufgenommen. Gleichwohl finden sich für dieses Album in den einschlägigen Datenbanken keine konkreten Veröffentlichungsdetails.

## Diskografie
Demos
- 2006: Demo 2006
- 2007: Murder

Alben
- 2007: Jesus on the Cross (Eigenvertrieb)
- 2008: From Hell (Thrash Massacre Records, Iron, Blood & Death Corporation, The Reaper's Grave, Alucard Records)
- 2010: Massacre in Heaven (Evil Rising Records)

Singles und EPs
- 2007: Nail Them All (Anger of Metal Records, Herege Warfare)
- 2009: Holocaust (Split mit Witchtrap, Alucard Records)
- 2010: Unholy Thrashing Revenge (Split mit Storming Steels, Omission und Dunkell Reiter, Metal Zone Distro)